# Jan Smit
Johannes Harco "Jan" Smit, född 31 december 1985 i Volendam, är en nederländsk sångare, programledare i TV, skådespelare och fotbollsdirektör. Hans låtar framförs för det mesta på nederländska.
Smit var en av med programledarna för Eurovision Song Contest 2021 i Rotterdam, tillsammans med Chantal Janzen, Edsilia Rombley och Nikkie de Jager.